# Es Vedrà - Es Vedranell
Das Europäische Vogelschutzgebiet und  Fauna-Flora-Habitat-Gebiet Es Vedrà - Es Vedranell liegt vor der Südwest-Küste der der Balearen-Insel Ibiza nahe der Ortschaft Cala Carbó. Das etwa 6,4 km² große Schutzgebiet umfasst die beiden unbewohnten Felsinseln Es Vedrà und Es Vedranell samt der umgebenden Meeresfläche.
Das Gebiet ist vollständig vom Vogelschutzgebiet Espacio marino del poniente y norte de Ibiza umgeben, im Osten schließt zudem das FFH-Gebiet Costa de l’Oest d’Eivissa unmittelbar an.

## Schutzzweck
Folgende Lebensraumtypen nach Anhang I der FFH-Richtlinie sind für das Gebiet gemeldet:
| EU Code | * | Lebensraumtyp (offizielle Bezeichnung)                                                     | Fläche [ha] |
| ------- | - | ------------------------------------------------------------------------------------------ | ----------- |
| 1120    | * | Posidonia-Seegraswiesen (Posidonion oceanicae)                                             | 289,4       |
| 1240    |   | Mittelmeer-Felsküsten mit Vegetation mit endemischen Limonium-Arten                        | 6,4         |
| 1420    |   | Quellerwatten des Mittelmeer- und gemäßigten atlantischen Raums (Sarcocornetea fruticosae) | 6,4         |
| 5330    |   | Thermo-mediterrane Gebüschformationen und Vorwüsten (sonstige Gesellschaften)              | 6,4         |
| 8210    |   | Kalkfelsen mit Felsspaltenvegetation                                                       | 6,4         |

### Arteninventar
Folgende Arten von gemeinschaftlichem Interesse sind für das Gebiet gemeldet:
| Bild | EU Code | * | Art                       | wissenschaftlicher Name | Artengruppe |
| ---- | ------- | - | ------------------------- | ----------------------- | ----------- |
|      | 1486    |   |                           | Diplotaxis ibicensis    | Pflanzen    |
|      | 1464    |   |                           | Silene hifacensis       | Pflanzen    |
|      | 1224    | * | Unechte Karettschildkröte | Caretta caretta         | Reptilien   |
|      | 1252    |   | Pityusen-Eidechse         | Podarcis pityusensis    | Reptilien   |
|      | 1349    |   | Großer Tümmler            | Tursiops truncatus      | Säugetiere  |

Folgende Vogelarten sind für das Gebiet gemeldet; Arten, die im Anhang I der Vogelschutzrichtlinie geführt sind, sind mit * gekennzeichnet:
| Bild                 | Anhang I | EU Code | Art                  | wissenschaftlicher Name        |
| -------------------- | -------- | ------- | -------------------- | ------------------------------ |
| Mauersegler          |          | A226    | Mauersegler          | Apus apus                      |
| Fahlsegler           |          | A227    | Fahlsegler           | Apus pallidus                  |
| Bluthänfling         |          | A366    | Bluthänfling         | Carduelis cannabina            |
| Rotkehlchen          |          | A269    | Rotkehlchen          | Erithacus rubecula             |
| Eleonorenfalke       | *        | A100    | Eleonorenfalke       | Falco eleonorae                |
| Wanderfalke          | *        | A103    | Wanderfalke          | Falco peregrinus               |
| Turmfalke            |          | A096    | Turmfalke            | Falco tinnunculus              |
| Sturmschwalbe        | *        | A014    | Sturmschwalbe        | Hydrobates pelagicus           |
| Korallenmöwe         | *        | A181    | Korallenmöwe         | Larus audouinii                |
| Heringsmöwe          |          | A183    | Heringsmöwe          | Larus fuscus                   |
| Mittelmeermöwe       |          | A604    | Mittelmeermöwe       | Larus michahellis              |
| Lachmöwe             |          | A179    | Lachmöwe             | Larus ridibundus               |
| Blaumerle            |          | A281    | Blaumerle            | Monticola solitarius           |
| Krähenscharbe        |          | A273    | Hausrotschwanz       | Phoenicurus ochruros           |
| Zilpzalp             |          | A315    | Zilpzalp             | Phylloscopus collybita         |
| Balearensturmtaucher | *        | A384    | Balearensturmtaucher | Puffinus puffinus mauretanicus |
| Balearensturmtaucher |          | A305    | Samtkopf-Grasmücke   | Sylvia melanocephala           |